# Katakanahalli, Bijapur
Katakanahalli là một làng thuộc tehsil Bijapur, huyện Bijapur, bang Karnataka, Ấn Độ.